# Nadoblačný blesk
Nadoblačný blesk (také rudý skřítek nebo červený přízrak, angl. sprite) je rozsáhlý elektrický výboj nad bouřkovými mraky velmi silných bouří. Nad takovými bouřemi, které jsou spojeny do jedné velké buňky a navzájem se podporují v růstu a tak vytvoří mezoměřítkový konvektivní systém (MCS). Tyto výboje vznikají při pozitivním blesku, tedy výboji mezi kladně nabitým bouřkovým mrakem a zemí. Patří do široké skupiny přechodných světelných úkazů. Někdy jsou tyto záblesky nesprávně nazývány bleskem horní atmosféry. Nadoblačné blesky jsou však projevem chladného plazmatu, které nevytváří horký kanál, takže se více podobají doutnavému výboji ionizovaného plynu tak, jak ho známe třeba ze zářivky.

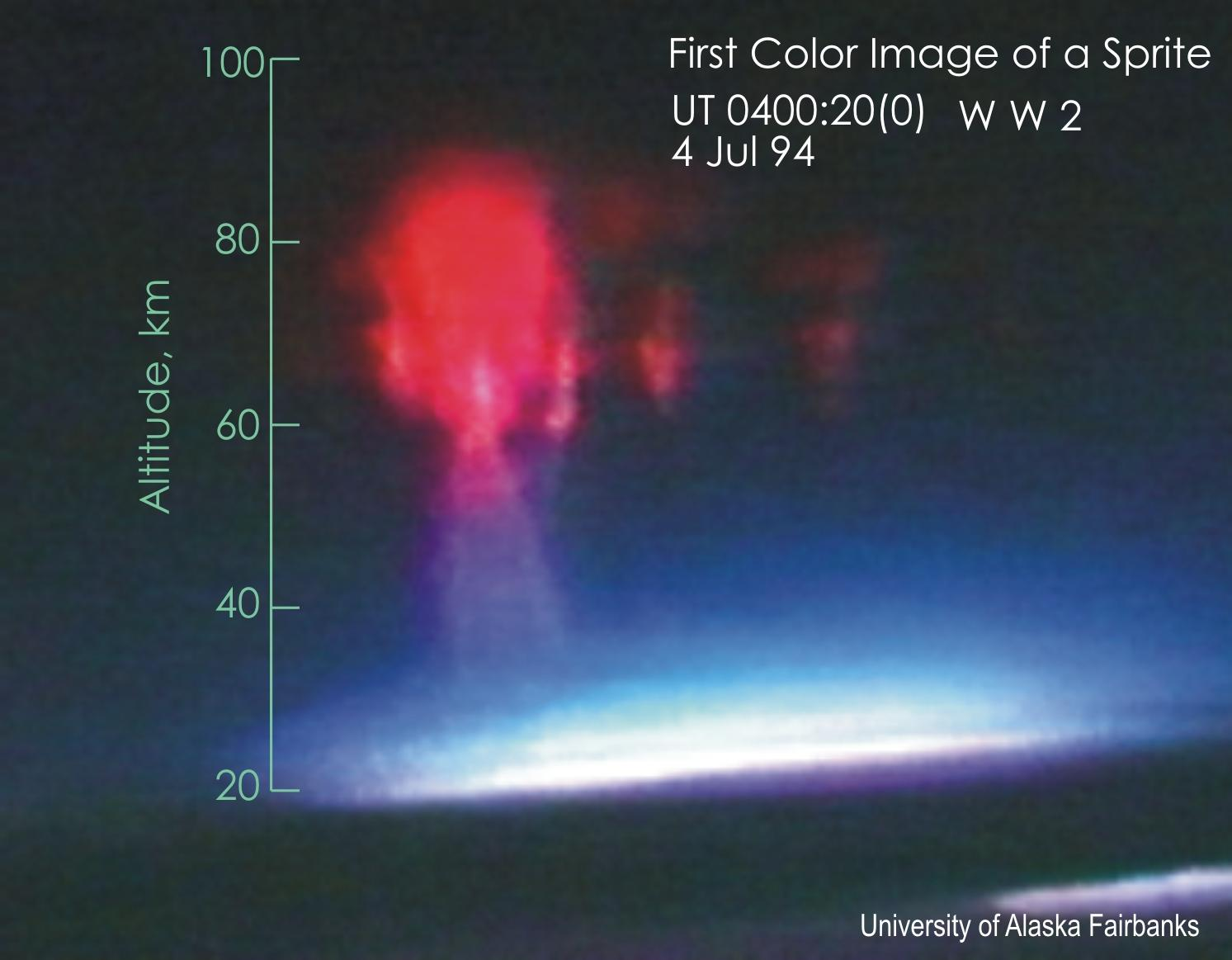
Barevný snímek focený z letadla.
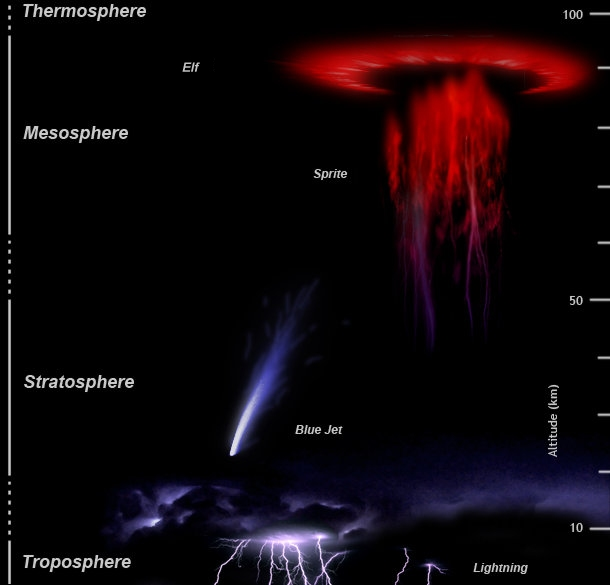
Různé druhy elektrických jevů v atmosféře.
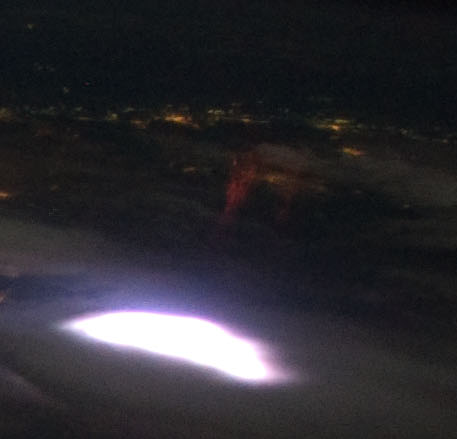
Takto je stratosférický blesk viděn z ISS.

## Historie
Zmínky o přechodných světelných jevech nad bouřkovými mraky můžeme nalézt v neoficiálních zprávách z roku 1730, kdy německý teoretik veřejného práva, historik a sběratel knih Johann Georg Estor ve své knize "Auserlesene kleine Schriften" (Vybrané malé spisy)  napsal malou poznámku o tom, že když přejížděl horské sedlo a dostal se na vrchol, tak nad sebou uviděl modrou oblohu a pod sebou mrak jak bílé moře, ze kterého záblesky směřovaly přímo nahoru do nebe. Tato zmínka zapadla hluboko v jeho spisech. I laureát Nobelovy ceny C. T. R. Wilson, který vypracoval roku 1925 teorii, na jejímž základě může docházet k elektrickým poruchám v horních vrstvách atmosféry, a v roce 1956 sám nadoblačné blesky pozoroval, byl ignorován. 
Několik let potom byl tento nebeský úkaz pojmenován skřítek (vzdušný duch) pro jeho rozpustilou nepolapitelnost. Od roku 1989 bylo takových úkazů zaznamenáno tisíce ať už pozorováním ze země, z letadla nebo vesmíru. Přechodné světelné jevy nad bouřkovými mraky se staly předmětem intenzivního výzkumu.

## Charakteristika jevu

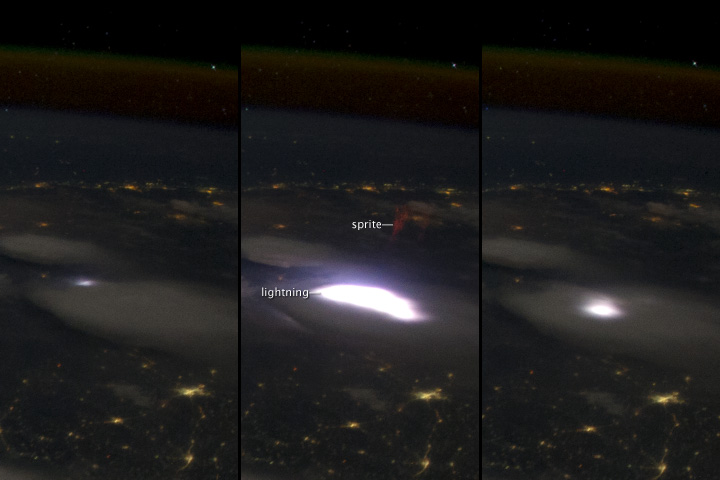
Stratosférický blesk nad Malajsií jak ho zaznamenala Mezinárodní vesmírná stanice

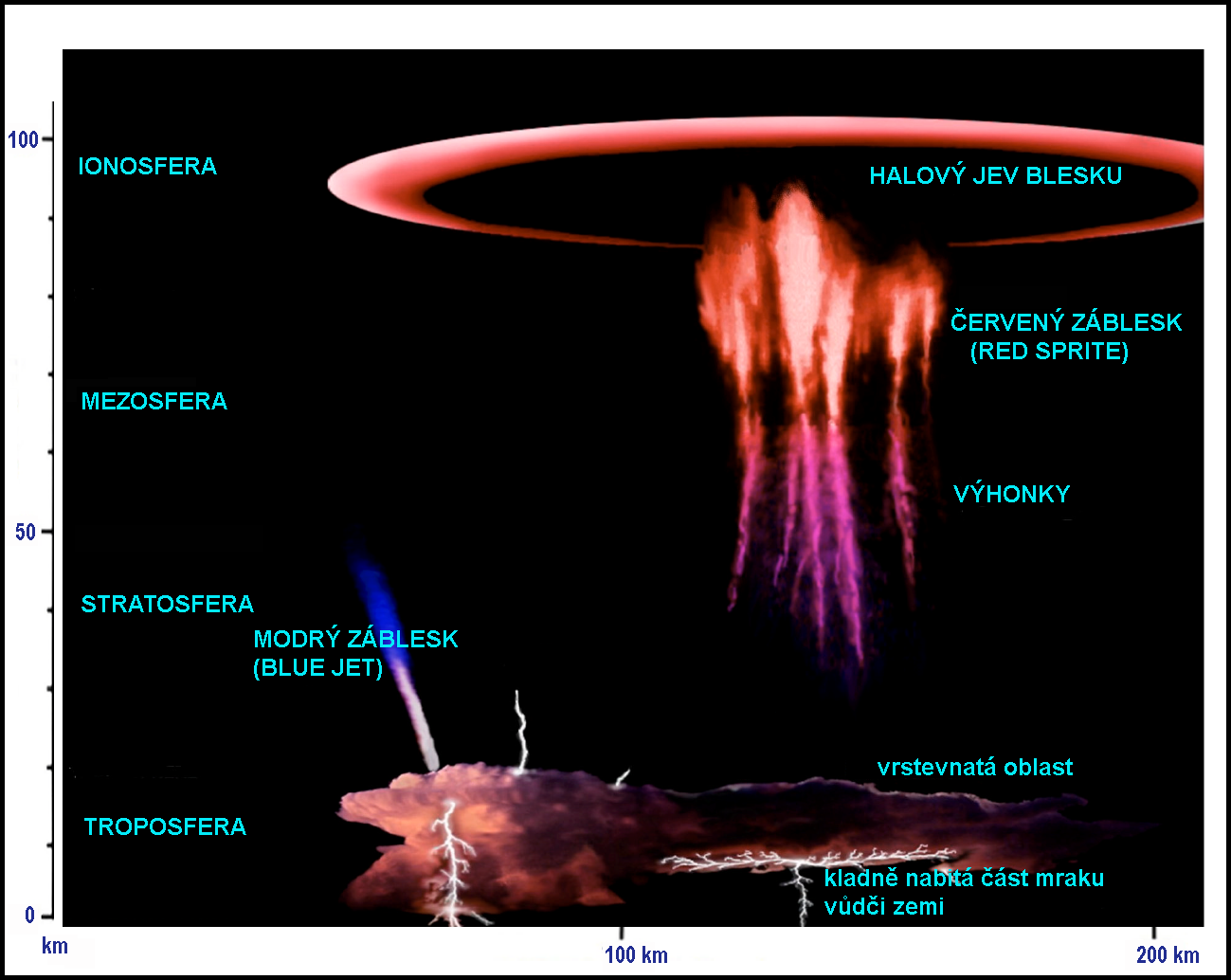
Schéma nadoblačného blesku

Tyto krátkotrvající elektrické výboje patří do jedné velké rodiny přechodných světelných úkazů. Dr. Jeff Mcgarg z Akademie vzdušných sil Spojených států amerických roztřídil tyto záblesky do tří kategorií na základě jejich vzhledu.
- Medúza
- Mrkev
- Sloupec

Jak výzkum pokračuje, zdá se být toto rozdělení nadoblačných blesků nedostačující. Červeně se výboj zabarví když je vyzářena energie, která vznikne přechodem elektronu mezi prvním a druhým excitovaným stavem atomu dusíku a odpovídá vlnové délce, kterou naše oko vnímá jako "červená". Modře se výboj zabarví při přechodu elektronu mezi druhým a třetím excitovaným stavem atomu dusíku.
Nadoblačný blesk se tedy může objevit jako světelný oranžovo-červený nebo modrý záblesk. Vyskytují se ve skupinách ve výškách 50–90 km nad povrchem země. Mají vizuálně rozmanité tvary, které krátce blikají na noční obloze. První vědecké videozáznamy pořídili vědci z Minnesotské university až 6. července 1989. Není totiž snadné je pozorovat. Až na výjimky jsou pro lidské oko téměř nepostřehnutelné. Jejich dokumentaci umožnilo teprve rozšíření digitální techniky a chronofotografie. Výboj je ve střední vrstvě zabarvený rudo-oranžově. Dole s medúzovitými modrými chapadly. Nahoře s načervenalým halovým efektem. Vydrží déle než normální nižší troposférický výboj, který trvá typicky několik milisekund. Je vyvolán výbojem pozitivního blesku mezi mrakem a zemí.
Optické zobrazení pomocí souboru 10 000 snímků za sekundu vysokorychlostní kamerou ukazuje, že jsou to vlastně shluky ionizovaných koulí o průměru 10–100 m, které jsou vypuštěny do výše 80 km a pak se se zpožděním pohybují směrem dolů rychlostí až 10% rychlostí světla. Úkazy mohou být posunuty až o 50 km od místa kde pod nimi udeřil základní úder blesku, s časovým zpožděním několik milisekund po záblesku. Ve vzácných případech může být zpoždění až 100 milisekund.

## Halový jev blesku
Asi o 1 milisekundu před samotným úkazem může někdy předcházet halový jev, slabý světelný kruh (svatozář) přibližně o průměru 50 km a tloušťce 10 km. Toto "halo" má střed ve výšce 70 km nad začátkem výboje. Halový jev vyvolává stejný fyzikální proces jako "skřítky". 

## Význam
Nadoblačné blesky byly považovány za příčinu jinak nevysvětlitelných nehod v dopravním provozu nad bouřkami ve vysokých výškách. Jedním z příkladů je nefunkčnost stratosférického balónu NASA vypuštěného 6. června 1989 z města Palestina v Texasu. Tento balón se vymknul řídící kontrole během svého letu vysoko nad bouřkou nedaleko města Graham v Texasu. Měsíc po incidentu následné vyšetřování ukázalo, že to byl blesk, který tento incident způsobil. Při pohledu na desku s plošnými spoji bylo zřejmé, že zde protekly velké proudy. Tranzistory a integrované obvody byly otevřeny a analyzovány v laboratořích NASA, kde odborníci zjistili, že blesk neudeřil přímo, ale škodu způsobily naindukované proudy. Hledala se nějaká spolehlivá teorie, která by vysvětlila, jak může blesk z mraků cestovat nahoru do vesmíru. O pár let později již tento fenomén byl označen jako stratosférický blesk "skřítek". Nejdůležitější pro NASA byla změna politiky letů balónů nad bouří. 